# 大洪水 (ミケランジェロ)
『大洪水』（だいこうずい、伊: Il Diluvio Universale, 英: The Deluge）は、盛期ルネサンスのイタリアの巨匠ミケランジェロ・ブオナローティが1509年に制作した絵画である。フレスコ画。主題は『旧約聖書』「創世記」第8章で言及されているノアの大洪水から採られている。ローマ教皇ユリウス2世の委託によって、ローマのバチカン宮殿内に建築されたシスティーナ礼拝堂の天井画の一部として描かれた。天井画の中心部分は9つのベイに区分され、主題は『旧約聖書』「創世記」から大きく3つのテーマ、9つの場面がとられた。『大洪水』は『ノアの燔祭』（Il Sacrificio di Noè）に続いて第8のベイに描かれた。

## 主題
唯一神は地上が乱れていたためすべての人を滅ぼそうと決心し、ノアに箱船を造り、家族やつがいの鳥獣たちともに箱舟に入るよう命じた。ノアとその家族が箱舟に乗り込むと7日後に洪水が起き、四十日もの間雨が地に降り注いだ。その間、洪水により地上の山々を覆い尽くし、箱舟に乗り込んだ者を除く地上の人間と動物をことごとく滅ぼした。この未曽有の大洪水は150日もの間続いた。大洪水が起きてから150日が過ぎた頃、ようやく水が減り始め、箱舟はアララト山に漂着した。それからさらに3か月ほど過ぎ、ノアが窓を開いて鳩を放つと、鳩はオリーブの葉をくわえて戻ってきた。さらにのち、洪水の水が引いて大地が乾いたことを知ると、ノアは箱舟から出た。

## 作品

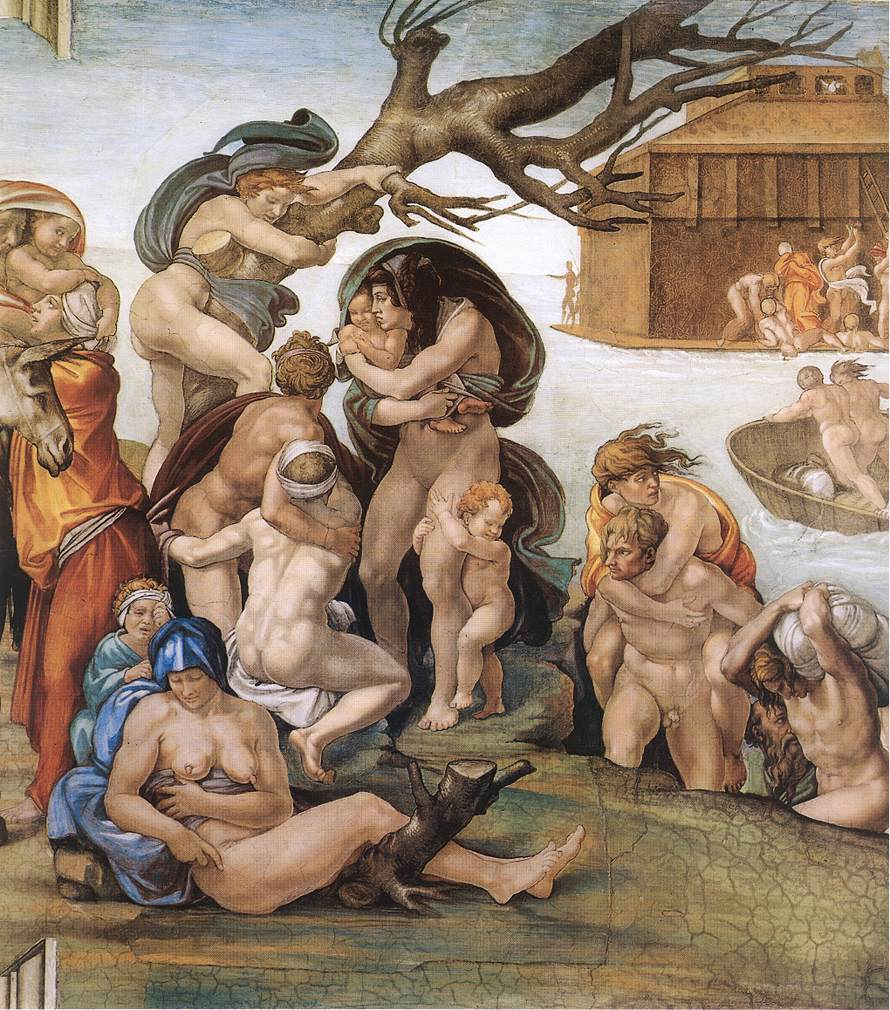
画面左の洪水から逃げる人々の群れ。

ミケランジェロは天井画のうち5つある小さい画面に巨大な7人の預言者と5人の巫女（シビュラ）の図像を隣接して配置したが、4つの大画面には両側の軒蛇腹にかけて全面に描いた。。第7のベイから第9のベイには「創世記」のノアの物語を主題とするフレスコ画が描かれており、システィーナ礼拝堂の入口に最も近い場所に位置している。このうち第8のベイに描かれた『大洪水』は鑑賞者が最初に目撃する大画面の天井画となっている。もっとも、エピソードの順番は前後しており、大洪水後のエピソードである『ノアの燔祭』が『大洪水』の前に置かれている。おそらくミケランジェロは天井画のうちの最も大きな画面の1つを『大洪水』のために取っておきたかったと思われる。

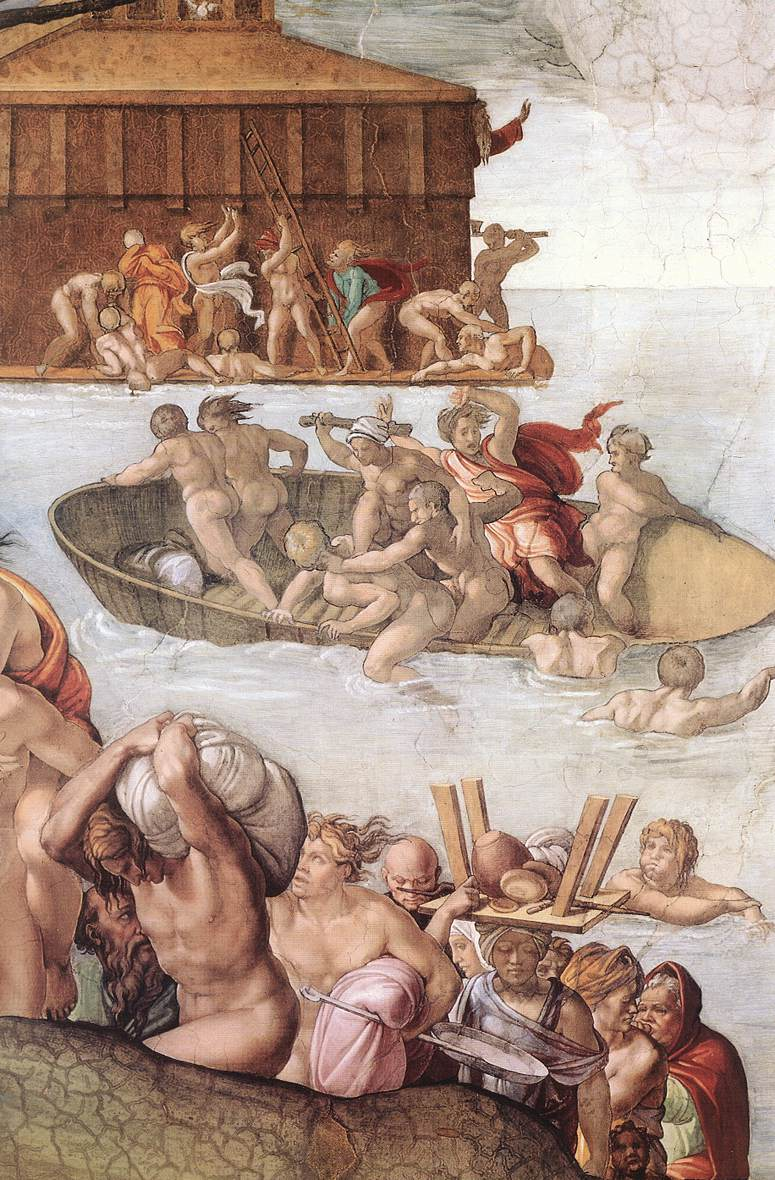
画面中央では助かろうとする人々が小舟にしがみついている。

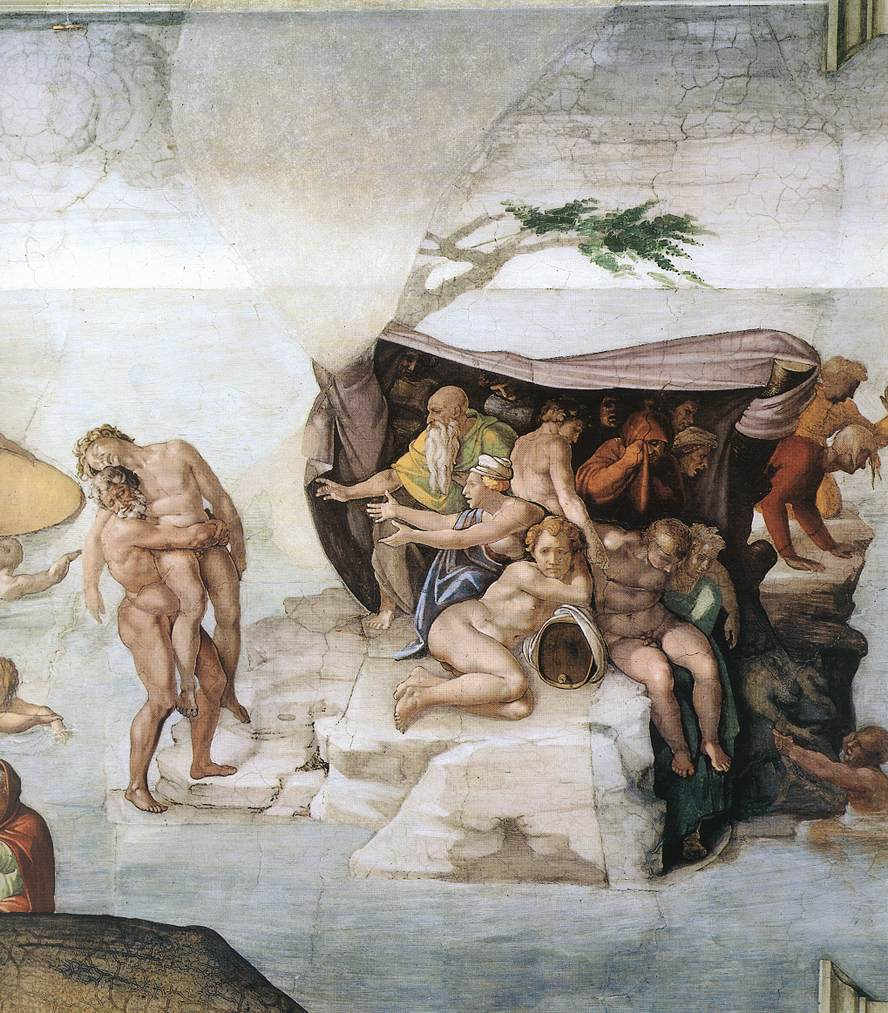
画面右の逃げ場のないわずかな岩の上で身を寄せ合う人々。

ミケランジェロは大洪水により水面に浮かぶ箱舟と増水から逃げる人々の光景を描いている。水面に確認できる陸地はわずか2か所の岩場のみである。これらの岩の上には救われない哀れな人々や子供たちが死に物狂いであがき、あるいは身を寄せ合って恐怖に震えている。画面左前景の岩場では結婚式の参列者たちが宴の席を中断し、食卓や食器や食料を枯れ木のあるほうへと運び上げている。彼らの不幸のうち特に目立つのは、もはや結婚できない恋人たち、産後感謝式もかなわずに横たわる母親、洗礼も堅信の秘蹟も受けられない子供たち、臨終式やキリスト教の埋葬もされない死者たちであり、彼らはただの一人も告解も免罪も受けることができない。画面右の岩場はより小さく、いまにも水没しそうであり、人々の一団が急ごしらえの天幕の下で雷と大雨から身を守ろうとしている。彼らの中には結婚式の参列者の1人が葡萄酒の樽にもたれかかって座り、岩場の左側では若い息子の遺体が父親に抱えられて運ばれている。反対側では若者が流されまいと岩にしがみついており、避難した人々は若者を見つめながら嘆きの声を上げている。画面中央部では溺れそうな者たちが水上に浮かんでいる小舟の縁をつかんでよじ登ろうしている。そのため小舟が傾いて転覆しかけているだけでなく、生存をかけた凄惨な争いがあり、すでに乗船している者がよじ登ろうとする者を追い出したり、棒で叩き落そうとしている。
画面左の岩場には葉の落ちた枯れ木が立ち、画面右の岩には緑の木が立っている。これは『旧約聖書』「ヨエル書」の預言の言葉、あるいは『新約聖書』「ルカによる福音書」第23書の処刑場にひかれていくイエス・キリストの言葉「もし生木でさえもそうされるなら、枯れ木はどうされるであろう」を思い出させる。神学者たちはキリストの言葉にある2本の木を生命の木と知恵の木を象徴するものと解釈したため、ルネサンス期のキリストの埋葬を描いた場面には緑の木が多く描かれた。2本の木の間を漂う箱舟はアウグスティヌスや後のジローラモ・サヴォナローラといった神学者によれば、十字架の象徴であり、またキリストの聖体である聖餐式のパンと葡萄酒の象徴でもある。したがって、ここに描かれた箱舟に乗り込むことが許されなかったすべての者たちは不敬なパンとぶどう酒として箱舟に対比され、聖餐式から隔たれた存在として描かれている。
画面右の酒樽にもたれかかった女性像のポーズは『原罪と楽園追放』（Il Peccato originale e cacciata dal paradiso terrestre）におけるイヴのそれを繰り返したものである。ミケランジェロはここでイヴのポーズを繰り返すことで、人間は神の助けなしにパンと葡萄酒を聖体に変えることはできないことを強く暗示させている。画面右の人々が身を寄せ合う天幕の灰色がかった藤色が、天地創造場面の唯一神の外衣の色と一致していることも偶然ではなく、人間が神の許可を得ずにその外衣を得ようとしても災厄を招くばかりであることを示している。こうした救いのない人間たちは、おそらく天井画制作当時に教皇ユリウス2世と対立していたヴェネツィア共和国への教皇の敵意が反映されていると考えられている。ユリウス2世は対ヴェネツィア共和国の政策として1508年にカンブレー同盟を結び、1509年4月27日にはヴェネツィア共和国に対する禁輸令を発令した。また1511年にユリウス2世を廃位しようとした分離派によるピサ公会議の不敬に対する警告であるとも解釈される。
海と空の薄い青色がかった灰色や、黄色や灰色など様々に変化する地面の緑の色合いは、随所に見られる赤などの鮮やかな暖色や、黄褐色、オレンジ色、澄んだ緑色、深紫色の影をともなう青色のタッチを柔らかく引き立てている。色彩の中で特に印象的なものの1つは洪水から逃げる人々の群れの最後尾の男の外衣と、小舟に乗っている男の外衣の肉桂色である。もう1つは息子の冷たい遺体とそれを抱く父親の体温を感じさせる肌の色の悲劇的な対比であり、その図像はミケランジェロの心に残り続け、晩年の彫刻『ピエタ』（Pietà）に様々に形を変えて用いられた。

## 来歴
ナポレオン戦争中の1797年、近くのサンタンジェロ城の火薬庫で爆発事故が発生し、『大洪水』の一部が破壊された。1980年から1989年に行われた修復により、過去に行われた加筆や変色したワニスが除去され、制作当時の色彩が取り戻された。

## ギャラリー

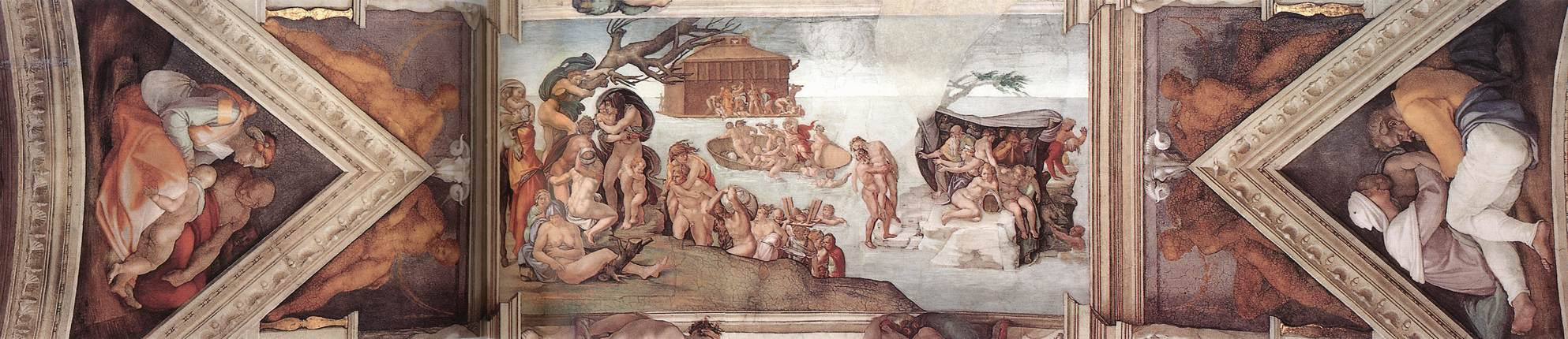
第8のベイには『大洪水』が描かれ、隣接するスパンドレルにはイエス・キリストの祖先が描かれた。

関連画像

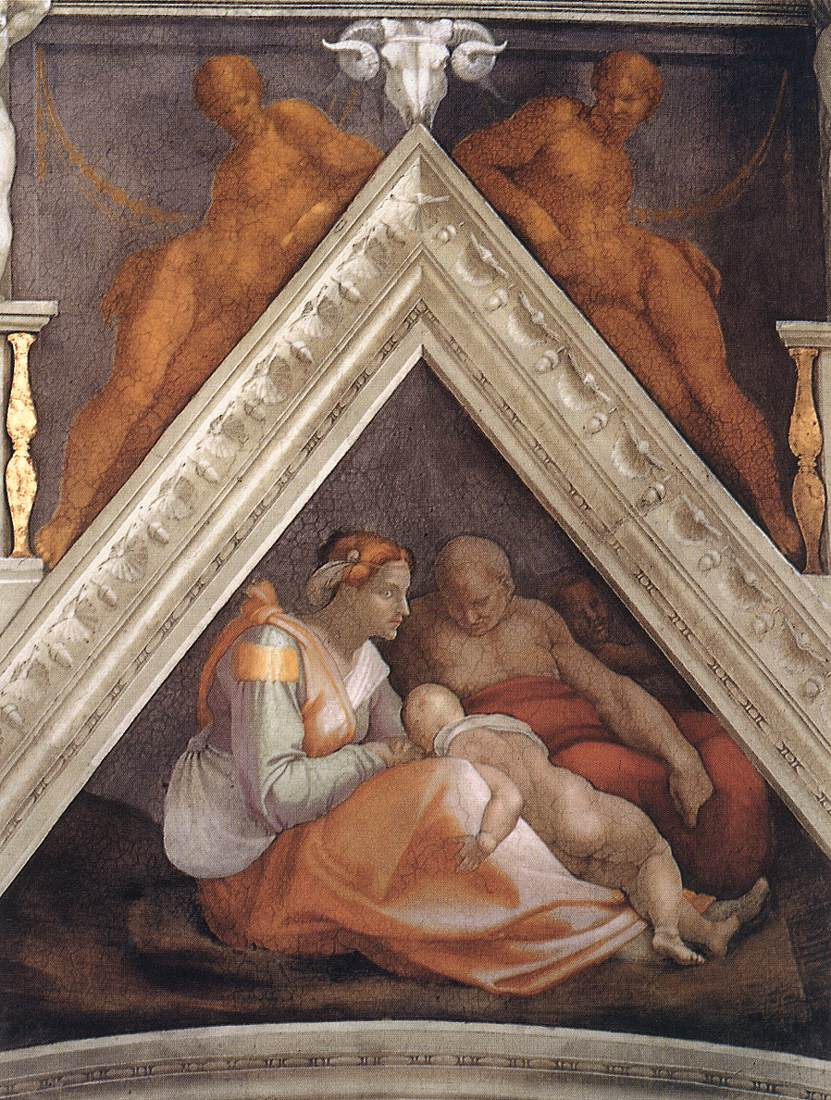
スパンドレル
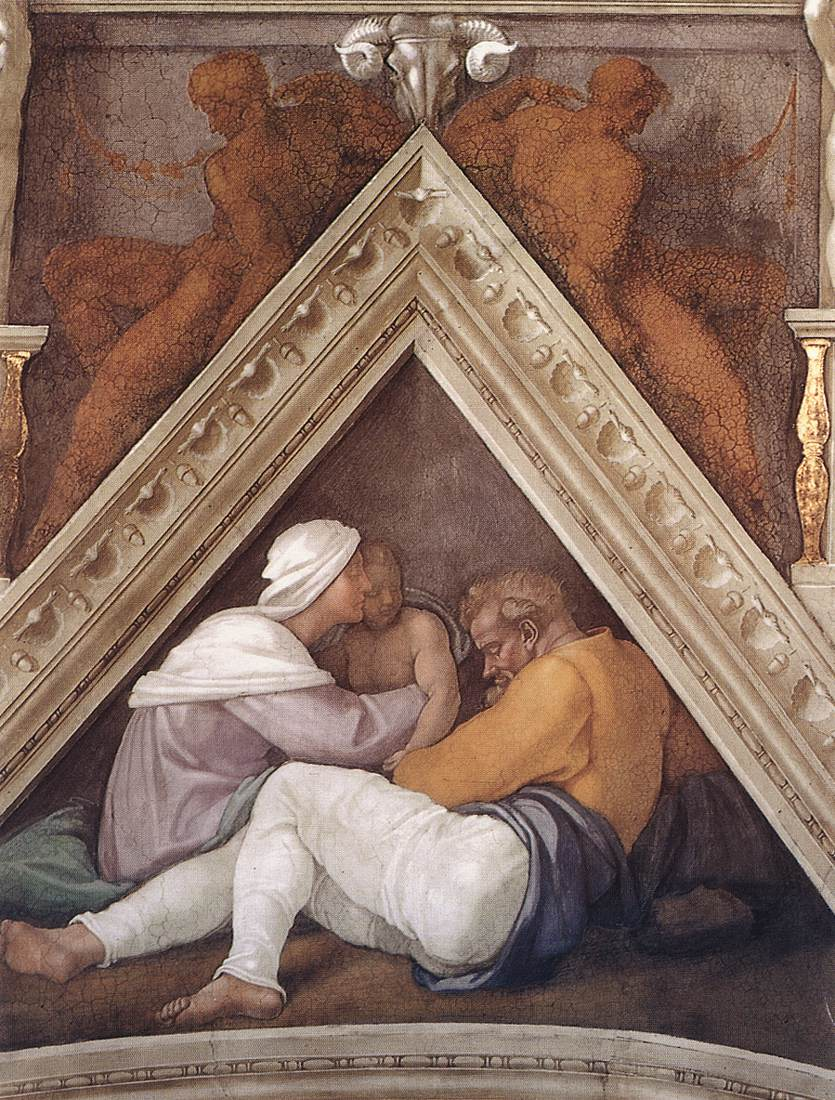
スパンドレル
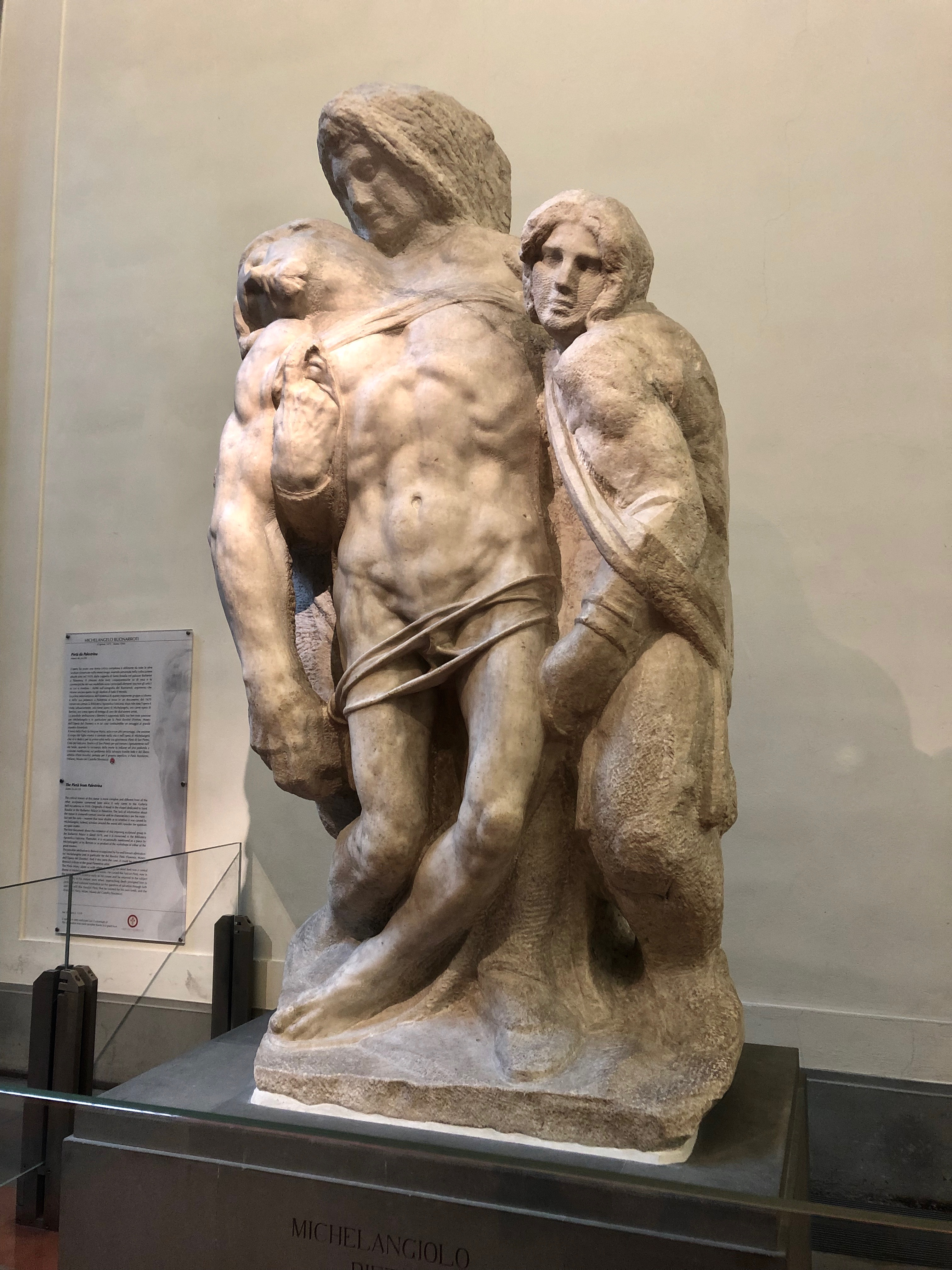
晩年のピエタ像の1つ『パレストリーナのピエタ』1550年代 アカデミア美術館所蔵